# Spoorlijn Thionville - Apach
De spoorlijn Thionville - Apach, ook wel Obermoselstrecke genoemd, is een spoorlijn tussen Thionville in het Franse departement Moselle en de Frans-Duitse grens bij Apach en heeft lijnnummer 178 000.

## Geschiedenis
Het traject tussen Apach en Thionville (voorheen Diedenhofen) werd door de Königliche Eisenbahndirektionen (KED) Saarbrücken op 15 mei 1878 geopend.

## Treindiensten
TER Grand Est verzorgt het personenvervoer op dit traject met RE treinen.
| Serie           | Treinsoort | Route                                      | Bijzonderheden              |
| --------------- | ---------- | ------------------------------------------ | --------------------------- |
| TER 86400 RE 16 | TER (SNCF) | Metz-Ville – Thionville – Perl – Trier Hbf | rijdt alleen in het weekend |

Sinds 9 december 2007 is het traject tussen Trier en Thionville geschikt voor het omleiden van de ICE treinen tussen Frankfurt am Main en Parijs.

## Aansluitingen
In de volgende plaatsen is er een aansluiting op de volgende spoorlijnen:
Thionville
RFN 180 000, spoorlijn tussen Metz-Ville en Zoufftgen
RFN 177 000, spoorlijn tussen Thionville en Anzeling
RFN 178 606, stamlijn Thionville
RFN 204 000, spoorlijn tussen Mohon en Thionville
Apach grens
DB 3010, spoorlijn tussen Koblenz en Perl

## Elektrische tractie
Het traject tussen Apach en Thionville is geëlektrificeerd met een spanning van 25.000 volt 50 Hz. Bij de grens in Apach bevindt zich de spanningsluis tussen de Franse bovenleidingspanning en de Duitse bovenleidingspanning van 15.000 volt 16 2/3 Hz.